# Mattia Binotto
Mattia Binotto (Lausana, Suïssa, 3 de novembre de 1969) és un enginyer automotriu italià i excap de la Scuderia Ferrari a la Fórmula 1. Va ser nomenat al càrrec el 7 de gener de 2019, reemplaçant a Maurizio Arrivabene, però el 29 de novembre de 2022, la Scuderia Ferrari va confirmar la seva dimissió del seu càrrec de Cap d'Equip, després dels resultats a la temporada 2022 de Fórmula 1.Actualment no treballa a cap escuderia de la fórmula 1

## Carrera
Binotto es va llicenciar en Enginyeria de Vehicles a l'Escola Politècnica Federal de Lausana en 1994 i després un Mestratge en Enginyeria de Vehicles Motoritzats en la Universitat de Mòdena i Reggio Emilia. En 1995 es va unir a la Scuderia Ferrari dins del departament de motors. Va formar part de l'equip durant els reeixits començaments de la dècada de 2000. Al 2014 es va fer responsable del departament de unitats de potencia, abans que fos nomenat Director Tècnic de Ferrari al juliol de 2016, reemplaçant a James Allison. En 2019 va ser ascendit a Cap d'Escuderia després que Maurizio Arrivabene deixés l'equip. Ocuparia aquest rol fins al novembre de 2022, donant fi a 28 anys dins de l'equip Ferrari. Des de llavors, l'enginyer suís es troba lliure per a ser contractat per qualsevol equip de la graella. Alpine F1 s'ha mostrat interesat en fer-se amb els seus serveis, tot i que res s'ha fet oficial.